# 阿賈-韋雷
阿賈-韋雷（法語：Adja-Ouèrè），是貝寧的城鎮，位於該國東南部，由高原省負責管轄，面積450平方公里，海拔高度45米，2013年該城鎮人口116,282，人口密度每平方公里258人。